# Tyco International
Pour les articles homonymes, voir Tyco.
Tyco International est un conglomérat constituant un des leaders mondiaux dans la conception, la fabrication, la fourniture et l'entretien de solutions de Sécurité Electronique, Protection Incendie et Contrôle des Flux. 
Aujourd'hui, à travers ses branches, Security Solutions et Fire Protection, Tyco emploie approximativement 69 000 personnes dans 60 pays différents. Le siège social se situait à Schaffhouse en Suisse, avant d'être déplacé à Cork en Irlande. Le siège opérationnel est situé à Princeton dans le New Jersey aux États-Unis. 

## Histoire
Sa naissance date de 1960, avec la création par Arthur Rosenberg d'un laboratoire de recherche expérimentale, qui travaille pour le gouvernement américain. Puis Tyco devient une entreprise, Tyco Laboratories, en 1962, orienté vers les produits innovants,.
La société est introduite en bourse en 1964. Sa capitalisation passe de 1,6 milliard de dollars en 1992 à 22 milliards en 1997. Entre juillet 1996 et août 1997, Tyco dépense 10 milliards de dollars pour racheté d'autres entreprises, et le rythme des acquisitions en chaîne se poursuit dans l'année suivante, avec notamment le rachat pour 1,5 milliard de Cipe, spécialiste français de la sécurité, le rachat de la société d'instrumentation médicale US Surgical pour 3,3 milliards de dollars, et le rachat pour 1,77 milliard de dollars de Sherwood-Davis & Geck, spécialisé dans les produits d'hygiène médicale. Tyco international, conglomérat domicilié aux Bermudes, se développe selon quatre pôles : la sécurité incendie et électronique, les produits à usage unique comme les produits médicaux jetables, la fabrication de valves et tubes, les composants électroniques et électriques.
En 2007, Tyco règle 3 milliards de dollars à ses actionnaires, un règlement à l'amiable qui permet de solder des manipulations comptables perpétrées entre décembre 1999 et juin 2002. Selon les sources proches du dossier, il s'agit « du plus gros montant jamais payé par une seule entreprise pour solder une plainte d'actionnaires en nom collectif ». 
Le directeur général Dennis Kozlowski, condamné par la justice en 2005 pour vol qualifié et fraude boursière, est remplacé par Edward Breen, spécialiste en redressement des entreprises. Edward Breen scinde l'entreprise en trois segments. En 2007, Tyco se scinde pour créer l'entreprise Covidien dans le domaine de la santé, et pour créer Tyco Electronics en ce qui concerne ses activités électroniques. Le segment qui forme Tyco International regroupe tout ce qui concerne la sécurité, un pôle renforcé en 2010 par l'acquisition de Broadview Security.
Son chiffre d'affaires en 2010 est de 17 milliards de dollars. 
En 2012, l'entreprise se scinde de nouveau en trois segments. Le premier segment est formé par la fusion de l'activité de gestion des fluides de Tyco International avec Pentair, formant un nouvel ensemble sous le nom de Pentair. L'accord entièrement en actions prévoit une valeur boursière de 4,6 milliards de dollars pour cette activité de gestion des fluides de Tyco. À la suite de cette opération, les actionnaires de Pintair détiennent 48% du nouvel ensemble Pintair, quand les actionnaires de Tyco détiennent 52 %. De plus, Pintair décide de déplacer son siège social en Suisse, siège de Tyco, via cette opération, par un processus d'inversion,,. Par ailleurs, la scission de Tyco donne naissance à deux autres segments : ADT North American, spécialisée dans les systèmes de sécurité résidentielle, et « New Tyco », spécialisé dans les systèmes de sécurité et anti-incendie, et qui garde la raison sociale d'origine de Tyco International.
En décembre 2014, Tyco acquiert Industrial Safety Technologies, présent dans les détecteurs de fumées et de gaz, pour 329,5 millions de dollars.
En janvier 2016, Johnson Controls annonce l'acquisition de Tyco International pour 16,5 milliards de dollars. La nouvelle entité issue de ce rachat doit peser environ 32 milliards de dollars de chiffre d'affaires annuel. L'accord en plus de regrouper deux entreprises présentes dans le réseau lié au bâtiment, permet également à Johnson Controls de déplacer son siège fiscal en Irlande, siège de Tyco, par un procédé d'inversion, ce qui devrait conduire à 150 millions de dollars d'économies par an.  Ce déplacement du siège social de l'entreprise est commenté par plusieurs personnalités politiques, dans un contexte d'élection présidentielle,. Les actionnaires de Johnson Controls détiendront environ 56 % environ du capital de la nouvelle entité.

## Produits et marques

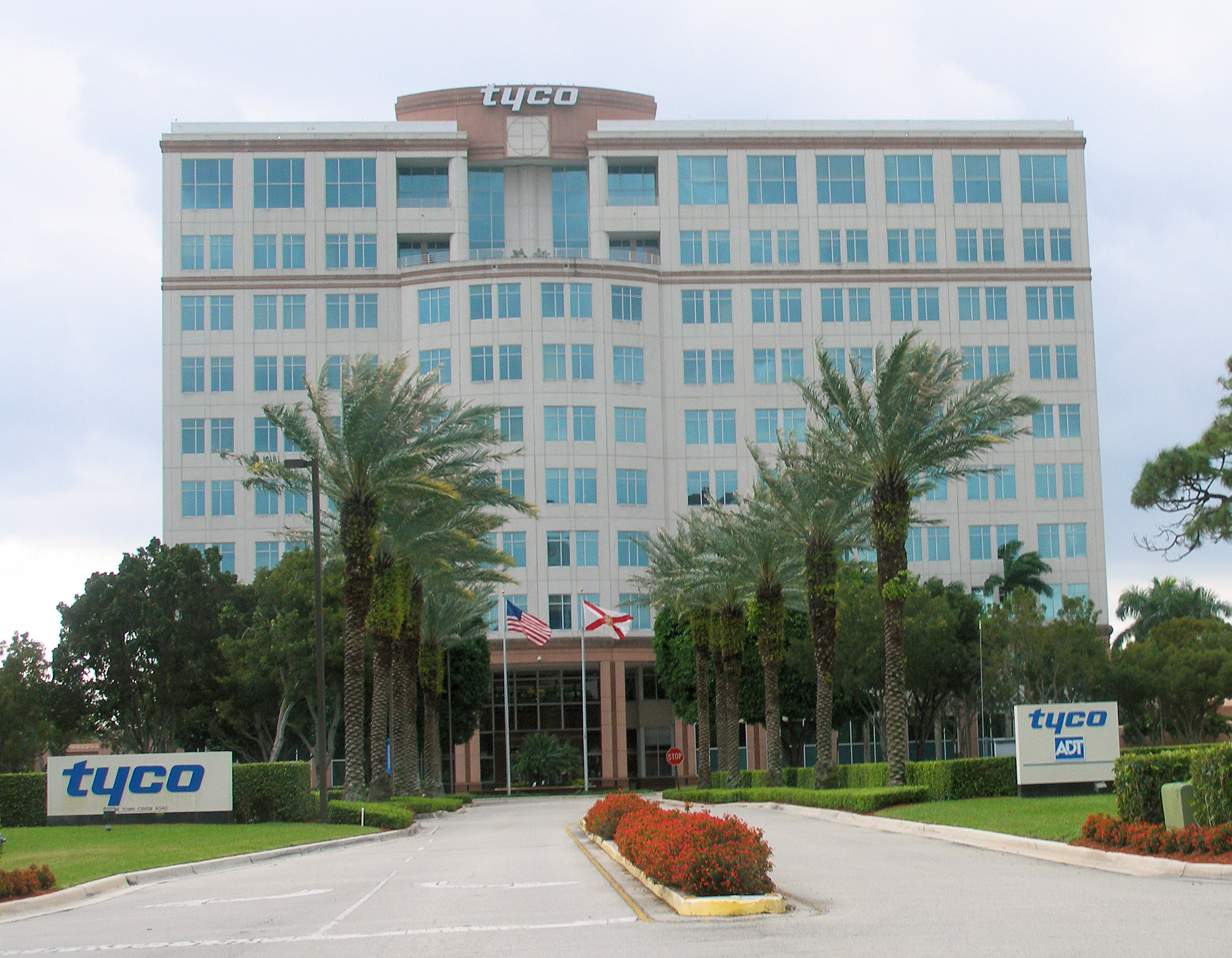
Siège social de Tyco Fire & Security à Boca Raton (également siège des filiales ADT, Sensormatic et SimplexGrinnell).

Ses principaux produits et marques sont :
- Systèmes d'alarme incendie : Simplex, ADT,
- Lutte contre l'incendie et émulseur : Ansul, Skum, Total Walther, et Sabo
- Appareils de protection des circuits
- Système d'extinction automatique : SimplexGrinnel
- Systèmes de sûreté : ADT Security Services, SCT, Visonic Security
- Robinets, vannes et régulations : Flow Control Technologies (FCT), qui a racheté le successeur de l'entreprise française Saut-du-Tarn
- Soupapes pour générateurs de vapeur
- Matériel de protection dont équipement de protection individuelle : PPE
- Surveillance électronique et produits RFID (radio frequency identification) : Sensormatic
- Vidéosurveillance et équipements de contrôle d'accès ADT, American Dynamics, Kantech, Software House, CEM Systems
- Autres : Raychem, Scott, Keystone, Wormald, Total Walther, etc.